# Cent (peníze)

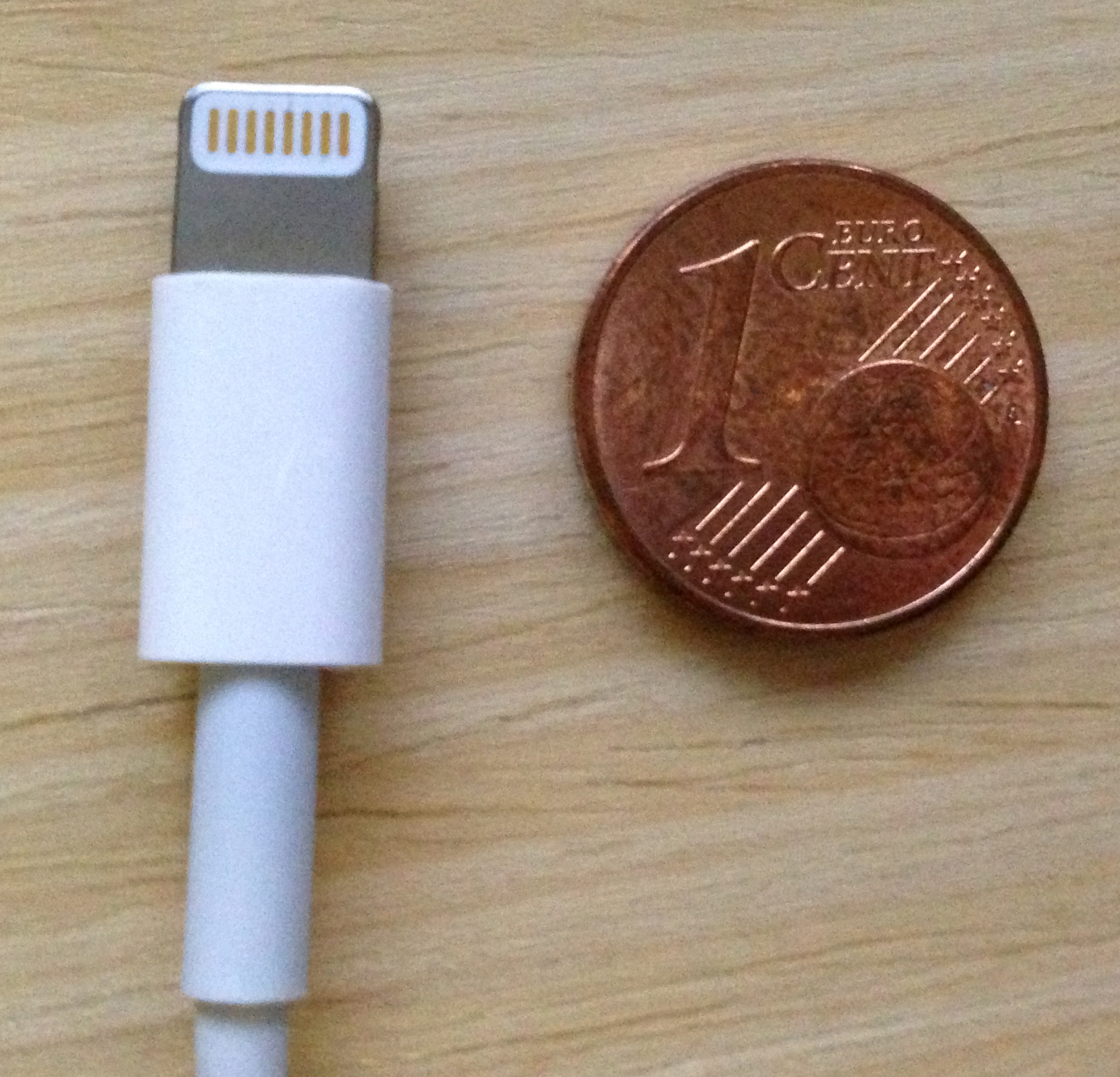
Kabel s konektorem Lightning a eurocent

Cent, centavo, centésimo, cêntimo, céntimo, centime jsou různá pojmenování pro dílčí jednotku různých světových měn. Anglický výraz cent se používá především mezi státy, které patřily do britské koloniální říše nebo spadají do evropsko-americké kulturní oblasti. Výraz centavo je používán u měn států, které byly v minulosti španělskými nebo portugalskými koloniemi. Výrazy centésimo a céntimo pocházejí ze španělštiny, cêntimo je portugalské pojmenování. Centime používají státy, které spadaly do francouzské koloniální a kulturní oblasti.
Některé z vyjmenovaných měn se sice oficiálně dělí na drobnější jednotky, v praxi se však nevyskytují žádné mince v nominálních hodnotách centů apod. (Např. nejnižší mince paraguayské měny má hodnotu 50 guaraní).

## Cent
- Australský dolar
- Kanadský dolar
- Americký dolar
- Novozélandský dolar
- Euro (eurocent)
- Východokaribský dolar
- Bermudský dolar
- Belizský dolar
- Bahamský dolar
- Barbadoský dolar
- Guyanský dolar
- Surinamský dolar
- Arubský florin
- Karibský gulden
- Dolar Trinidadu a Tobaga
- Dolar Kajmanských ostrovů
- Dolar Cookových ostrovů
- Dolar Šalomounových ostrovů
- Tuvalský dolar
- Kiribatský dolar
- Fidžijský dolar
- Liberijský dolar
- Eritrejská nakfa
- Namibijský dolar
- Seychelská rupie
- Jihoafrický rand
- Svazijský lilangeni
- Keňský šilink
- Ugandský šilink
- Sierraleonský leone
- Zimbabwské dluhopisové mince (v paritě k centům USD)
- Srílanská rupie
- Singapurský dolar
- Tchajwanský dolar
- Hongkongský dolar

## Centavo
- Argentinské peso
- Kubánské peso
- Dominikánské peso
- Mexické peso
- Kolumbijské peso
- Chilské peso
- Bolivijský boliviano
- Brazilský real
- Mosambický metical
- Honduraská lempira
- Nikaragujská córdoba
- Guatemalský quetzal
- Kapverdské escudo
- Ekvádorské centavové mince
- Východotimorské centavové mince

## Centime
- Alžírský dinár
- Marocký dirham
- Rwandský frank
- Burundský frank
- Komorský frank
- Džibutský frank
- Konžský frank
- Guinejský frank
- Haitský gourde
- Marocký dirham
- CFP frank
- CFA frank

## Centésimo
- Panamská balboa
- Uruguayské peso

## Cêntimo
- Angolská kwanza
- Svatotomášská dobra

## Céntimo
- Peruánský sol
- Venezuelský bolívar
- Paraguayský guaraní
- Kostarický colón

## Sen
- Brunejský dolar
- Malajsijský ringgit
- Japonský jen
- Kambodžský riel
- Indonéská rupie

## Odvozené a podobné výrazy
- santim – jedna setina etiopského birru
- sentimo – jedna setina filipínského pesa
- seniti – jedna setina tonžská paʻangy
- sene – jedna setina samojské taly
- sente – dílčí jednotka lesothského loti
- senti – dílčí jednotka tanzanského šilinku